# Air Algerie

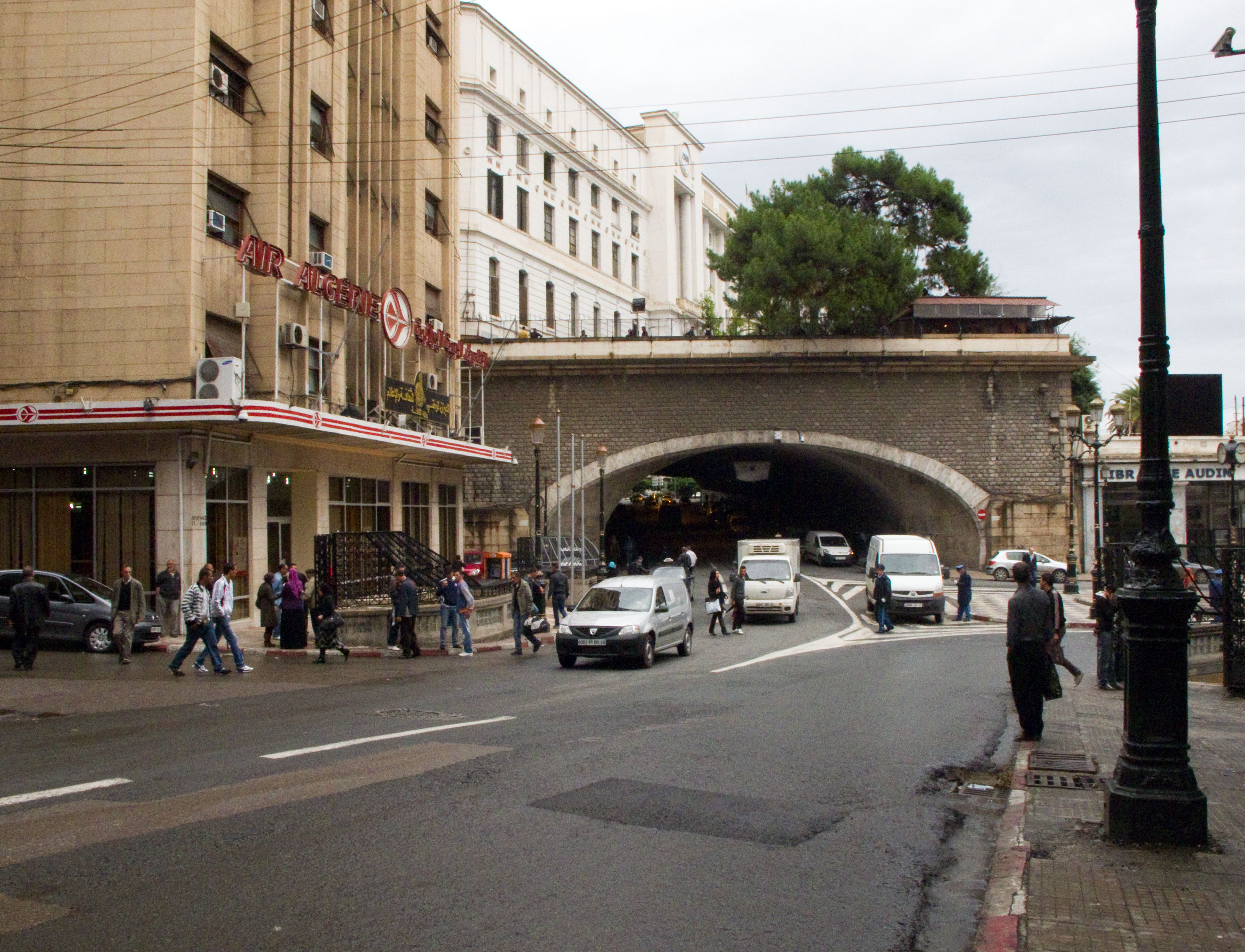
Штаб-квартира Air Algérie

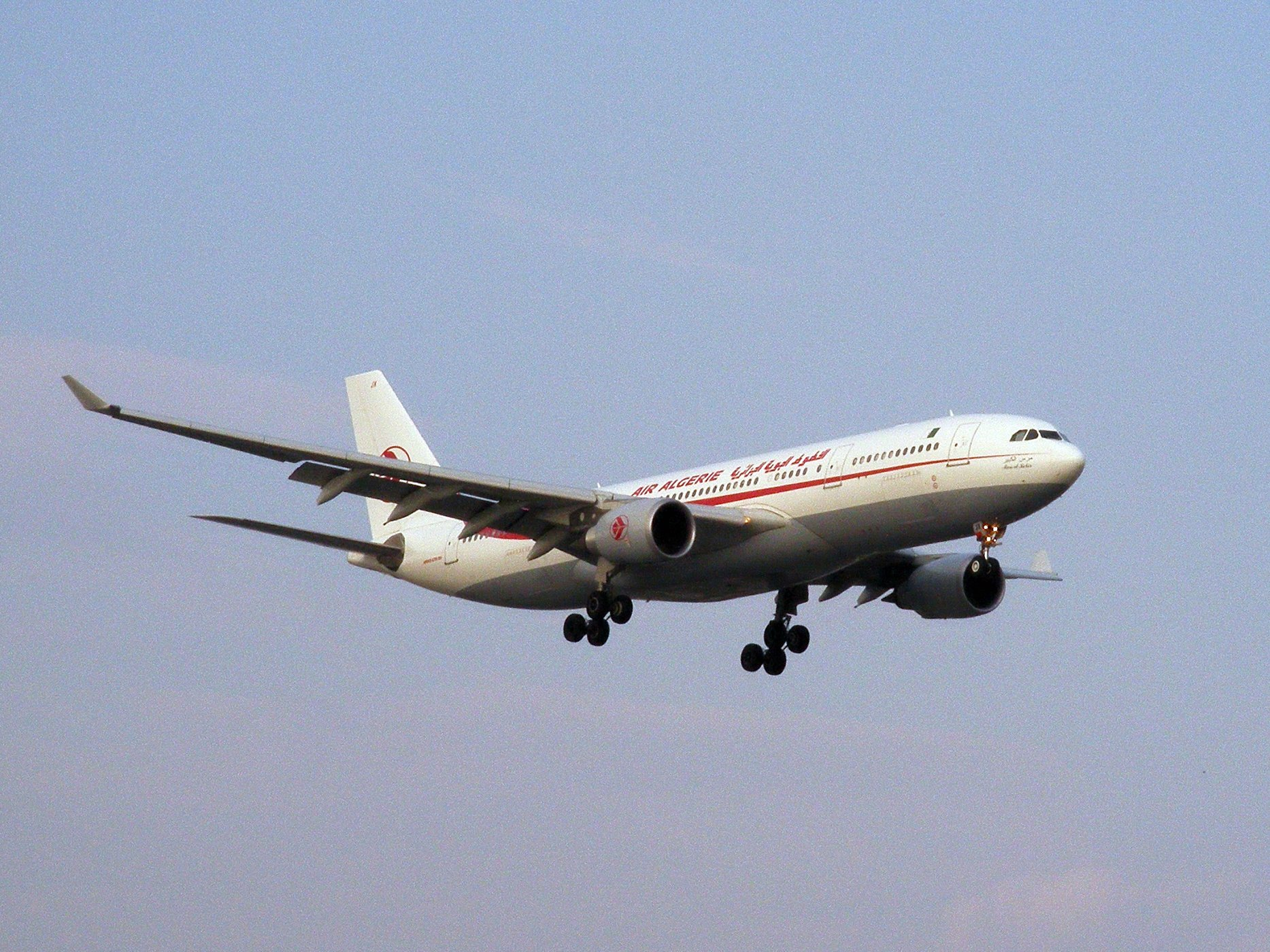
Airbus A330-200 в Монреалі, Канада

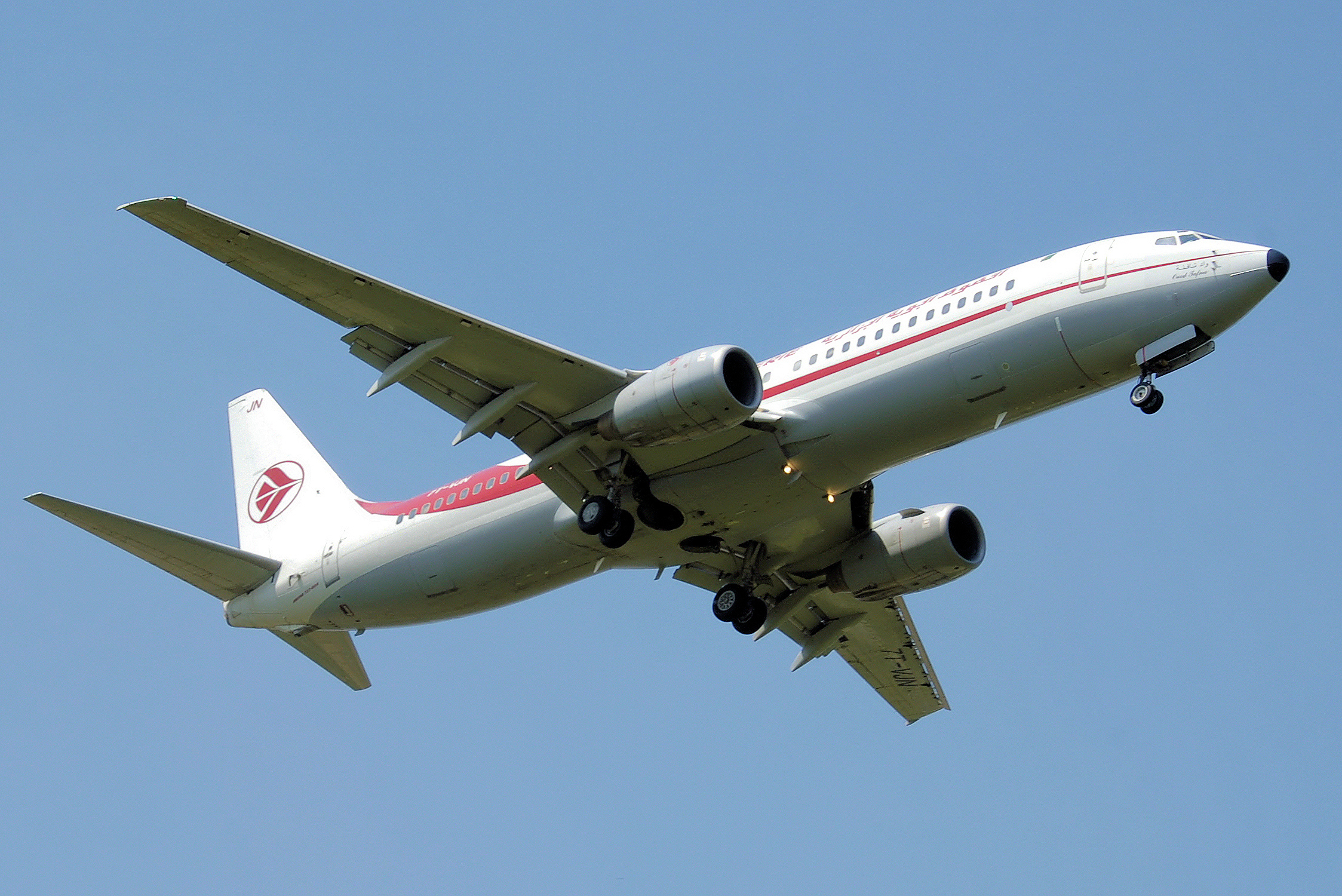
Boeing 737-800

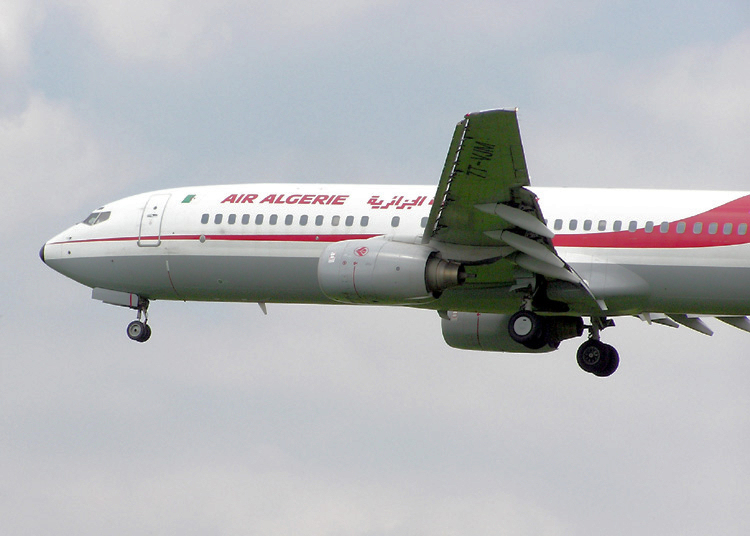
приземлення Boeing 737-800 Ейр Алжир

Air Algerie (араб. الخطوط الجوية الجزائرية, англ. Air Algérie SpA) — національний перевізник Алжира. Базується в Алжирі.
Air Algérie здійснює регулярні рейси до 39 міст у 28 країнах Європи, Північної Америки, Африки і Середнього Сходу. Внутрішні рейси здійснюються до 32 аеропортів.
Air Algérie зараз проходить процедуру вступу до альянсу SkyTeam. Кодшерингові угоди, програма лояльності та угоди про використання спільних залів в терміналах з авіакомпаніями SkyTeam мають бути уніфіковані до вступу в альянс.
Air Algérie став першим перевізником Африки, який став використовувати електронні квитки без використання паперових квитків.

## Історія
Авіакомпанія Air Algérie була заснована в 1947 році як «Société Algérienne de Construction Aéronautique» (SACA)-Air Algérie. 23 травня 1953 року відбулося злиття з «Compagnie Air Transport», в результаті чого була утворена компанія «Compagnie Générale de Transports Aériens» (CGTA)-Air Algérie. Після здобуття незалежності країни від Франції у 1962 році компанія стала називатися Air Algérie («Entreprise Nationale d exploitation des Services Aériens»). У 1963 році алжирський уряд придбав 51% акцій, підвищивши свою частку до 83% у 1970 році до 100% у результаті націоналізації в 1974, придбавши решту 17% у Air France. Станом на березень 2007 року в авіакомпанії налічувалося 9,775 співробітника. Air Algerie є членом Організації арабських авіаперевізників.

### Структура
Air Algérie є акціонерним товариством. Всі акції повністю належать уряду Алжиру.
Основними напрямками діяльності Air Algérie є:
- Пасажирські перевезення
- Вантажні перевезення

Air Algérie надає наступні послуги:
- Повітряні перевезення, включаючи сам переліт, наземне обслуговування та постачання.
- Послуги з логістики та кейтерінгу, координація таких напрямків діяльності як фінанси, менеджмент персоналу, юридичний супровід, комп'ютерні мережі і телекомунікації.
- Чартерні рейси для нафтових компаній і щорічного хаджу Мекку.

Основна база авіакомпанії знаходиться в аеропорту імені Хуарі Бумедьєна, Алжир.

## Флот

### Пасажирський
Флот Air Algérie станом на жовтень 2010 року:
Авіакомпанія планує отримати 50 далекомагістральних літаків до 2025 року.

## Кодшерингові угоди
- Aigle Azur
- Air Canada
- Air China
- Alitalia
- EgyptAir
- Korean Air
- Lufthansa
- Qatar Airways
- Royal Air Maroc
- Turkish Airlines

## Авіакатастрофи та інциденти
- Вантажний літак Boeing 737-200 рейсу 702P[en] (7T-VEE) зазнав аварії 21 грудня 1994 року. Літак летів з Іст-Мідлендс у Ковентрі і розбився за 1,7 км на північний схід від аеропорт Ковентрі-Багинтон, Англія, загинули всі п'ять членів екіпажу.
- Літак рейсу 6289[en] розбився 6 березня 2003 року внаслідок відмови двигунів незабаром після зльоту з Таманрассета в Алжир. 97 пасажирів і 6 членів екіпажу загинули, 1 пасажир вижив.
- 13 серпня 2006 року вантажний літак Lockheed Hercules Air Algerie, що летів за маршрутом Алжир-Франкфурт, розбився неподалік від П'яченці, ставши жертвою грози, загинули 3 члени екіпажу
- 24 липня 2014 року McDonnell Douglas MD-83 пропав у повітряному просторі Малі. Номер рейсу — AH 5017.
- У вересні 2021 року, після затримання одного зі своїх стюардів, який перевозив наркотики між Францією та Алжиром, національна компанія посилила свої правила.